# Maciej Jerzy Nowak (fizyk)
Maciej Jerzy Nowak (ur. 16 lipca 1948 w Warszawie) – polski fizyk, profesor doktor habilitowany nauk fizycznych, wieloletni pracownik naukowy Instytutu Fizyki Polskiej Akademii Nauk, specjalista w zakresie spektroskopii molekularnej.

## Życiorys
Ukończył VI Liceum Ogólnokształcące im. Tadeusza Reytana w Warszawie w 1966 r. (gdzie należał do 1. Warszawskiej Drużyny Harcerskiej im. Romualda Traugutta „Czarna Jedynka”) i Wydział Fizyki Uniwersytetu Warszawskiego w 1971 r. Po ukończeniu studiów rozpoczął pracę na Wydziale Fizyki UW, w Zakładzie Optyki, a następnie w Zakładzie Biofizyki Instytutu Fizyki Doświadczalnej, gdzie pracował nad badaniem oddziaływań molekularnych (głównie wiązań wodorowych) w fazie stałej i cieczach. W 1979 r. otrzymał stopień naukowy doktora nauk fizycznych (promotor prof. Krystyna Szczepaniak). 
Związał swoją karierę zawodową z Instytutem Fizyki Polskiej Akademii Nauk, w którym podjął pracę w 1978 r. W latach 1981–1982 w ramach stypendium Fundacji Humboldta odbył staż podoktorski w laboratorium Wernera Lucka na Wydziale Chemii Fizycznej Uniwersytetu w Marburgu. Po powrocie do Polski pracował w Instytucie Fizyki PAN w Oddziale Fizyki Promieniowania i Spektroskopii, którym kierował od 1986 do emerytury w 2018 r., zajmując się spektroskopią matryc niskotemperaturowych. Obecnie jego grupa badawcza działa w ramach Zespołu Spektroskopii Oscylacyjnej i Rotacyjnej. W 1995 roku Maciej Nowak uzyskał habilitację (tytuł rozprawy habilitacyjnej: Zasady kwasów nukleinowych izolowane w gazowych matrycach niskotemperaturowych), a w 2010 r. tytuł profesora nauk fizycznych. Przez 28 lat (1990–2018) był członkiem Rady Naukowej Instytutu Fizyki PAN. W 2013 r. został odznaczony Krzyżem Kawalerskim Orderu Odrodzenia Polski. 

## Zainteresowania badawcze
Prof. Maciej Nowak prowadzi badania przemian fotochemicznych cząsteczek izolowanych w matrycach niskotemperaturowych z wykorzystaniem spektroskopii podczerwieni. Obiektem jego zainteresowania są cząsteczki o znaczeniu biologicznym (takie jak zasady kwasów nukleinowych i ich pochodne) oraz inne związki modelowe. Badania obejmują obserwacje reakcji fotoizomeryzacji cząsteczek w bardzo niskiej temperaturze (10 K lub niższej) w środowisku obojętnego chemicznie gazu (Ar, Ne, N2 lub H2) oraz przemian spontanicznych związanych z tunelowaniem atomu wodoru. W jednej z pierwszych prac zademonstrował udane zastosowanie obliczeń ab initio do spektroskopii podczerwieni cząsteczek heterocyklicznych. Obecnie kwantowo-chemiczne przewidywania widm drgań są powszechnie stosowane w badaniach eksperymentalnych. Dużym osiągnięciem było odkrycie (razem z dr. Janem Fularą) nieznanego wcześniej typu fotoindukowanego przeniesienia atomu wodoru w cząsteczkach, gdzie nie ma wiązań wodorowych. Jest autorem ponad 125 publikacji. 